# Moos (Niederbayern)
Moos er en købstad i Landkreis Deggendorf i Regierungsbezirk Niederbayern i den tyske delstat Bayern, med knap 2.200 indbyggere.

## Geografi
I kommunen ligger landsbyerne Langenisarhofen og Moos, og Moos er administrationsby i Verwaltungsgemeinschaft Moos. Kommuinen ligger i region Donau-Wald, hvor floden Isar munder ud i Donau.
Det smukke udmundingsområde er et meget benyttet område for vandre- og cykelture, og ved den tidligere "Maxmühle" og elektricitetsværket  "Grafenmühle" er der et informationscenter med udstillinger om kulturlandskabets biologi og geologi.